# Пашаев, Павел Вагифович
Па́вел Ваги́фович Паша́ев (укр. Павло Вагіфович Пашаєв, азерб. Pavel Vaqif oğlu Paşayev; род. 4 января 1988, Красный Луч, Ворошиловградская область) — украинский и азербайджанский футболист, защитник

## Биография

### Клубная карьера
В детстве помимо футбола занимался дзюдо. Воспитанник кременчугского «Атланта», тренер Серей Мурадян. Летом 2004 года попал в дубль днепропетровского «Днепра». 1 сентября 2008 года был отдан в аренду криворожскому «Кривбассу». В чемпионате Украины дебютировал 20 сентября 2008 года в матче против симферопольской «Таврии» (1:1). В январе 2009 года вернулся в «Днепр». В сезоне 2009/10 Павел Пашаев стал основным игроком «Днепра».
Затем играл за «Кривбасс», после перешёл в львовские «Карпаты» на год на правах аренды. В июне 2014 года перешёл в запорожский «Металлург» подписав годичный контракт, который покинул в конце 2015 года в связи с процессом ликвидации клуба.
В январе 2016 года отправился в «Габалу», в составе которой принял участие в контрольном матче. 1 февраля 2016 года стало известно, что Пашаев решил заключить с азербайджанским клубом контракт на полгода.

### Карьера в сборной
Выступал за юношеские сборные Украины до 17 лет и до 19 лет и молодёжную сборную Украины до 21 года. В национальной сборной Украины дебютировал 10 февраля 2009 года в товарищеском матче против Словакии (2:3), Пашаев вышел в перерыве вместо Виталия Мандзюка.
Позже Павел выразил желание играть за сборную Азербайджана, и поскольку он не провёл за главную сборную Украины ни единого официального матча, то в мае 2015 получил разрешение от ФИФА выступать за Азербайджан, куда сразу же после этого впервые получил вызов. Впервые был внесён в заявку сборной Азербайджана 7 июня на товарищеский матч со сборной Сербии, а 12 июня был в заявке на отборочную игру Евро-2016 против сборной Норвегии, однако обе встречи провёл на скамейке запасных. 17 ноября 2015 года дебютировал в сборной Азербайджана в товарищеском матче со сборной Молдовы, выйдя на поле в стартовом составе и отыграв 69 минут.
| № | Дата            | Оппонент | Счёт | Голы | Пасы | Карточки | Минуты | Соревнование                         |
| - | --------------- | -------- | ---- | ---- | ---- | -------- | ------ | ------------------------------------ |
| 1 | 10 февраля 2009 | Словакия | 3:2  | —    | —    | —        | 46'    | Кубок Кипрской футбольной ассоциации |
| 2 | 11 февраля 2009 | Сербия   | 1:0  | —    | —    | —        | 45'    | Кубок Кипрской футбольной ассоциации |

Итого: сыграно матчей: 2 / забито голов: 0; победы: 2, ничьи: 0, поражения: 0.
| №  | Дата             | Оппонент          | Счёт | Голы | Пасы | Карточки | Минуты | Соревнование                |
| -- | ---------------- | ----------------- | ---- | ---- | ---- | -------- | ------ | --------------------------- |
| 1  | 17 ноября 2015   | Молдова           | 2:1  | —    | —    | —        | 21'    | Товарищеский матч           |
| 2  | 26 мая 2016      | Андорра           | 0:0  | —    | —    | —        | 26'    | Товарищеский матч           |
| 3  | 3 июня 2016      | Канада            | 1:1  | —    | —    | —        | 90'    | Товарищеский матч           |
| 4  | 26 марта 2017    | Германия          | 1:4  | —    | —    | —        | 90'    | Отбор ЧМ-2018 (группа С)    |
| 5  | 10 июня 2017     | Северная Ирландия | 0:1  | —    | —    | —        | 90'    | Отбор ЧМ-2018 (группа С)    |
| 6  | 1 сентября 2017  | Норвегия          | 0:2  | —    | —    | —        | 90'    | Отбор ЧМ-2018 (группа С)    |
| 7  | 5 октября 2017   | Чехия             | 1:2  | —    | —    | —        | 90'    | Отбор ЧМ-2018 (группа С)    |
| 8  | 30 января 2018   | Молдова           | 0:0  | —    | —    | —        | 61'    | Товарищеский матч           |
| 9  | 23 марта 2018    | Беларусь          | 0:1  | —    | —    | —        | 45'    | Товарищеский матч           |
| 10 | 29 мая 2018      | Кыргызстан        | 3:0  | —    | —    | —        | 87'    | Товарищеский матч           |
| 11 | 9 июня 2018      | Латвия            | 3:1  | —    | —    | —        | 90'    | Товарищеский матч           |
| 12 | 7 сентября 2018  | Косово            | 0:0  | —    | —    | —        | 90'    | Лига наций 2018/19 (Лига D) |
| 13 | 10 сентября 2018 | Мальта            | 1:1  | —    | —    | —        | 34'    | Лига наций 2018/19 (Лига D) |
| 14 | 11 октября 2018  | Фарерские острова | 3:0  | —    | —    | —        | 90'    | Лига наций 2018/19 (Лига D) |
| 15 | 14 октября 2018  | Мальта            | 1:1  | —    | —    | —        | 90'    | Лига наций 2018/19 (Лига D) |
| 16 | 17 ноября 2018   | Фарерские острова | 2:0  | —    | —    | —        | 71'    | Лига наций 2018/19 (Лига D) |
| 17 | 20 ноября 2018   | Косово            | 0:4  | —    | —    | —        | 90'    | Лига наций 2018/19 (Лига D) |
| 18 | 6 сентября 2019  | Уэльс             | 1:2  | —    | —    | —        | 90'    | Отбор ЧЕ-2020 (группа E)    |
| 19 | 9 сентября 2019  | Хорватия          | 1:1  | —    | —    | —        | 45'    | Отбор ЧЕ-2020 (группа E)    |
| 20 | 13 октября 2019  | Венгрия           | 0:1  | —    | —    | —        | 90'    | Отбор ЧЕ-2020 (группа E)    |

Итого: сыграно матчей: 20 / забито голов: 0; победы: 5, ничьи: 7, поражения: 8.

## Личная жизнь
У Павла был брат-близнец Максим Пашаев, он также играл в футбол за «Днепр» и «Кривбасс». Максим погиб в автокатастрофе в 2008 году. Несмотря на свои отчества, Павел и Максим — не сыновья футбольного тренера Вагифа Пашаева.